# Custer (Dacota do Sul)
Custer é uma cidade localizada no estado norte-americano de Dakota do Sul, no Condado de Custer.

## Demografia
Segundo o censo norte-americano de 2000, a sua população era de 1860 habitantes.
Em 2006, foi estimada uma população de 1984, um aumento de 124 (6.7%).

## Geografia
De acordo com o United States Census Bureau tem uma área de
4,7 km², dos quais 4,7 km² cobertos por terra e 0,0 km² cobertos por água. Custer localiza-se a aproximadamente 1620 m acima do nível do mar.

## Localidades na vizinhança
O diagrama seguinte representa as localidades num raio de 36 km ao redor de Custer.